# Hydriomena nigrescens
Hydriomena nigrescens là một loài bướm đêm trong họ Geometridae.